# Cot Meulangen
Cot Meulangen is een bestuurslaag in het regentschap Aceh Besar van de provincie Atjeh, Indonesië. Cot Meulangen telt 187 inwoners (volkstelling 2010).